# Брентиди
Бренти́ди (Brentidae Billberg, 1820), або ж довготіли — родина жуків надродини довгоносикоподібних.

## Зовнішній вигляд
Основні ознаки брентид:
- довжина тіла перевищує 7 мм, воно вузьке і видовжене, червонувате або чорне, із світлими плямами;
- вусики чоткоподібні, прикріплені з боків голови, під краєм лоба 11—12-членикові, неколінчасті;
- голова з довгою тонкою головотрубкою, спрямованою уперед;
- верхньої губи немає;
- надкрила довгі, із паралельними боками;
- усі лапки здаються 4-члениковими, насправді ж вони 5-членикові: 4-й схований між лопатями 3-го, дуже маленький і помітний лише при сильному збільшенні;

Личинки циліндричні, довгасті, довжиною до 25 мм, білуваті, із короткими 2-члениковими ногами і видовженою головою із міцними мандибулами без вічок.

## Спосіб життя
Дорослі жуки здатні літати, мешкають попід корою або в ходах інших комах, харчуються там дрібними комахами і грибковим міцелієм, соком, що витікає. Досить часто мешкають не поодинці, а угрупованнями. Деякі види оселяються в мурашниках (мірмекофілія). Для відкладання яєць самиця звичайно вигризає заглиблення у рослинних тканинах. Личинки харчуються деревиною або грибами.

## Географічне поширення
Ця група найповніше представлена у тропіках. У фауні України брентид немає.

## Класифікація
Родина поділяється на вісім підродин: Antliarhininae, Brentinae, Cyladinae, Cyphagoginae, Pholidochlamydinae, Taphroderinae, Trachelizinae, Ulocerinae. На думку багатьох ентомологів, до брентид слід віднести також апіонід і нанофіїд, знизивши їх ранг до підродин.

## Значення у природі та житті людини

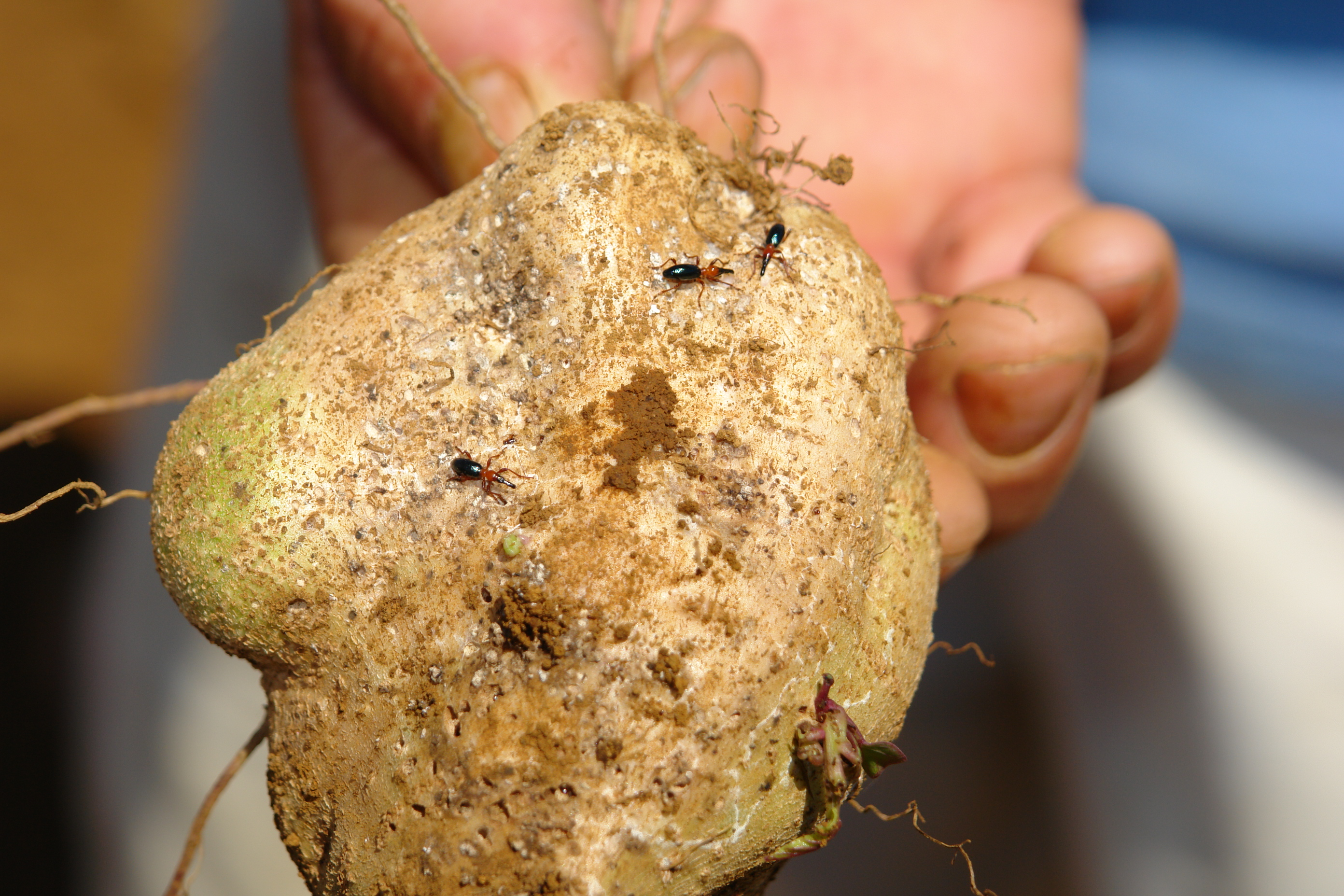
Жуки Cylas formicarius на бульбі батату. На фото праворуч — пошкоджена личинками бульба

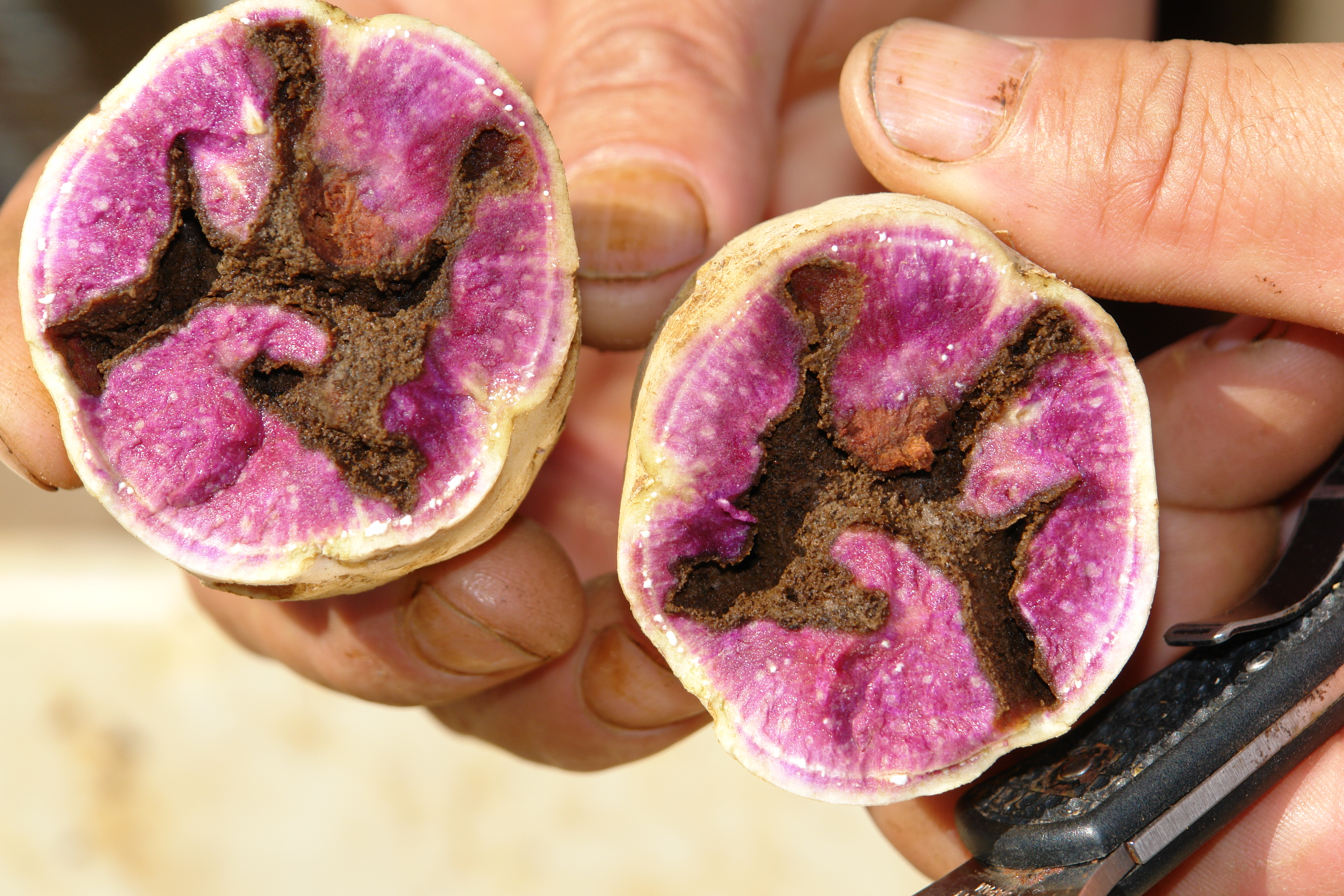

Подібно до інших видів, брентиди є невід'ємною ланкою природних екосистем, споживаючи тканини рослин, грибів, а також самі стаючи здобиччю тварин — хижаків та паразитів. Інколи личинки брентид завдають шкоди деревині, яку заготували для промислових цілей, а також сільськогосподарській продукції.